# Deutsche Guggenheim
Il Deutsche Guggenheim era un museo di Berlino. Nacque dalla collaborazione tra la Fondazione Guggenheim e la Deutsche Bank. I 3800 m² di spazio espositivo furono progettati dall'architetto statunitense Richard Gluckman.

## Storia
Nel 1993, un anno prima del ritiro delle truppe americane dalla città, l'allora direttore Thomas Krens del Guggenheim fu avvicinato da Richard C. Holbrooke con l'idea di aprire una filiale a Berlino del museo e in seguito sollecitato anche dall'ambasciatore americano in Germania. Il Museo fu inaugurato nel novembre 1997 ma venne chiuso nel febbraio 2013.

## Mostre
Interamente finanziato dalla Deutsche Bank, lo scopo principale del museo fu di commissionare nuove opere ad importanti artisti contemporanei, da aggiungere quindi alla collezione Guggenheim. Almeno una volta l'anno, un artista selezionato si presentava con una nuova opera creata appositamente per lo spazio espositivo. Tra le varie opere commissionate sono stati raccolti quadri di James Rosenquist e Jeff Koons, foto di Hiroshi Sugimoto e Jeff Wall, così come installazioni su grande scala di Gerhard Richter, Hanne Darboven, Lawrence Weiner, Phoebe Washburn, e Anish Kapoor. Sulla base di una raccomandazione del Deutsche Bank's Global Art Advisory Council che comprende curatori quali Okwui Enwezor, Hou Hanru, Udo Kittelmann, e Nancy Spector. Dal 2010, ogni anno la banca premia un giovane artista con una grande mostra personale.